# Real de Otzumatlán
Real de Otzumatlán är en ort i Mexiko.   Den ligger i kommunen Queréndaro och delstaten Michoacán de Ocampo, i den södra delen av landet, 180 km väster om huvudstaden Mexico City. Real de Otzumatlán ligger 2 266 meter över havet och antalet invånare är 197.
Terrängen runt Real de Otzumatlán är lite bergig. Runt Real de Otzumatlán är det glesbefolkat, med 8 invånare per kvadratkilometer. Närmaste större samhälle är Zinapécuaro, 15,8 km norr om Real de Otzumatlán. I omgivningarna runt Real de Otzumatlán växer i huvudsak blandskog.